# Prat de Botons
El prat de Botons és un prat alpí del municipi de la Coma i la Pedra situat al sud del Clot de la Vall.